# Platyscapa frontalis
Platyscapa frontalis är en stekelart som beskrevs av Victor Ivanovitsch Motschulsky 1863. Platyscapa frontalis ingår i släktet Platyscapa och familjen fikonsteklar.
Artens utbredningsområde är Sri Lanka. Inga underarter finns listade i Catalogue of Life.